# Loop (Holstein)
Loop település Németországban, Schleswig-Holstein tartományban. Lakosainak száma 189 fő (2023. december 31.).

## Fekvése
A település a A7-es autópálya (Németország) mentén található. Szomszéd település délen Neumünster, észak-keletre pedig Kiel.

## Népesség
A település népességének változása:
| Lakosok száma | 225  | 181  | 194  | 191  | 192  | 193  | 189  |
|               | 1975 | 2014 | 2017 | 2019 | 2021 | 2022 | 2023 |